# Softbox

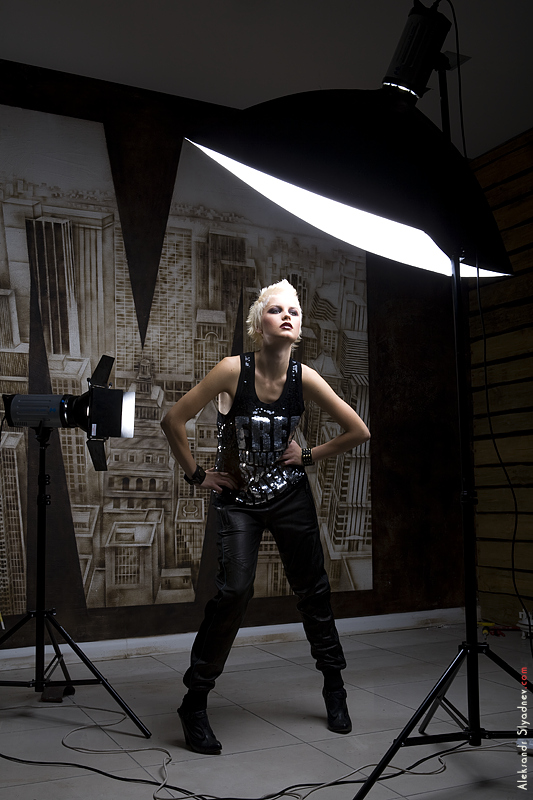
Lichtwanne

Eine Softbox ist eine faltbare Lichtwanne, eine Flächenleuchte, die zur gleichmäßigen Ausleuchtung von Motiven eingesetzt wird. Eine Hardbox ist hingegen eine Lichtwanne mit festen Seitenwänden. Lichtwannen werden eingesetzt, wenn in der Fotografie sehr gleichmäßiges, flächiges Licht benötigt wird. Softboxen funktionieren wie ein invertierter Regenschirm, die Außenhülle sowie die Diffusionschichten bestehen meist aus flexiblem Plastik oder Stoff.

## Aufbau

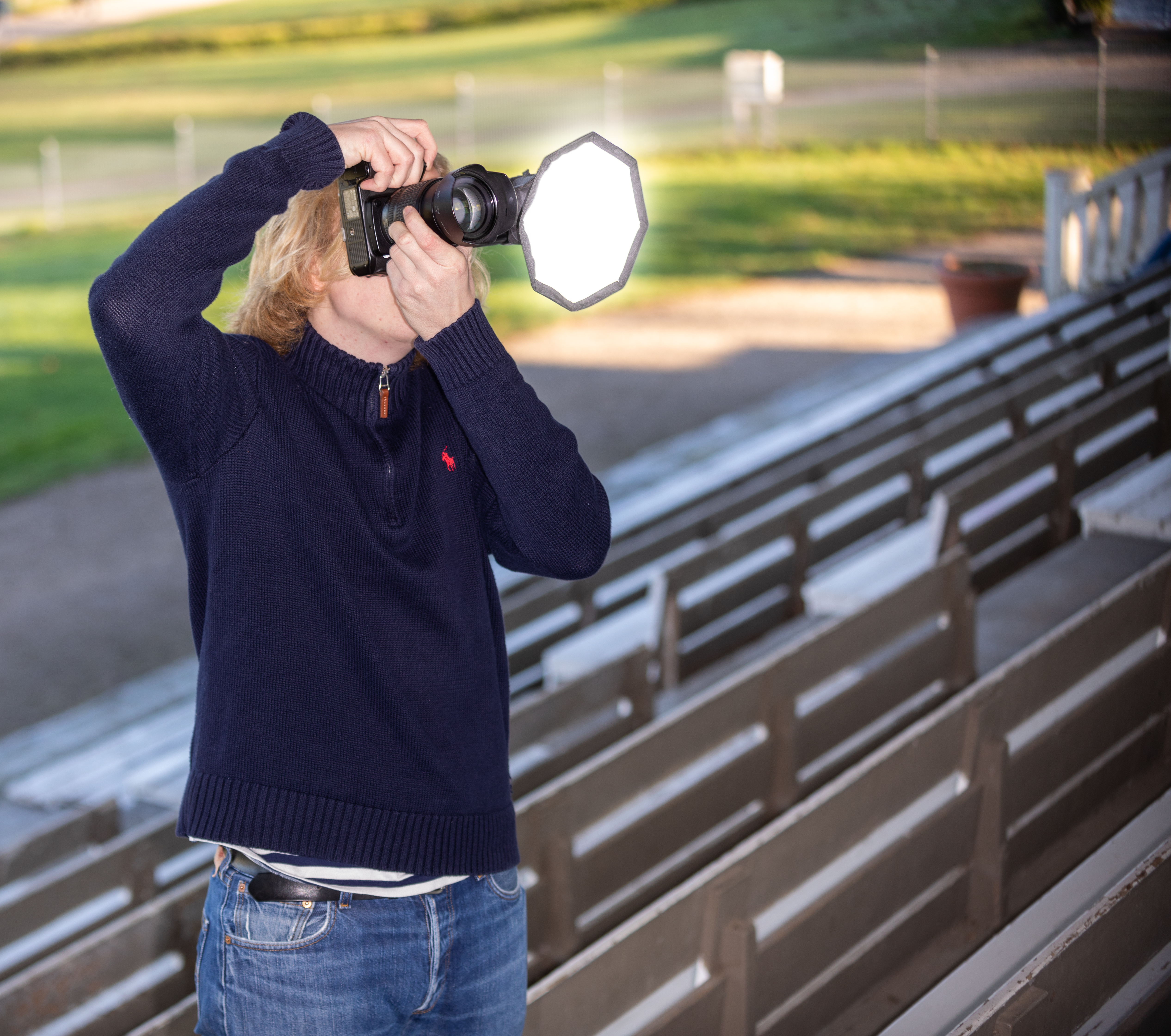
Ein Amateurfotograf bei der Verwendung einer Aufsteck-Softbox während eines Mode-Fotoshootings.

Eine Softbox ist ein Aufsatz auf den Blitzkopf einer Blitzanlage oder einer anderen Lichtquelle. Sie besteht typischerweise aus Stoff oder flexiblem Plastik und ist innen mit reflektierendem Material ausgekleidet, um das Blitzlicht zu reflektieren. Das Blitzlicht wird über einen meist quadratischen, rechteckigen oder achteckigen Diffusor abgegeben.

## Typ Softbox

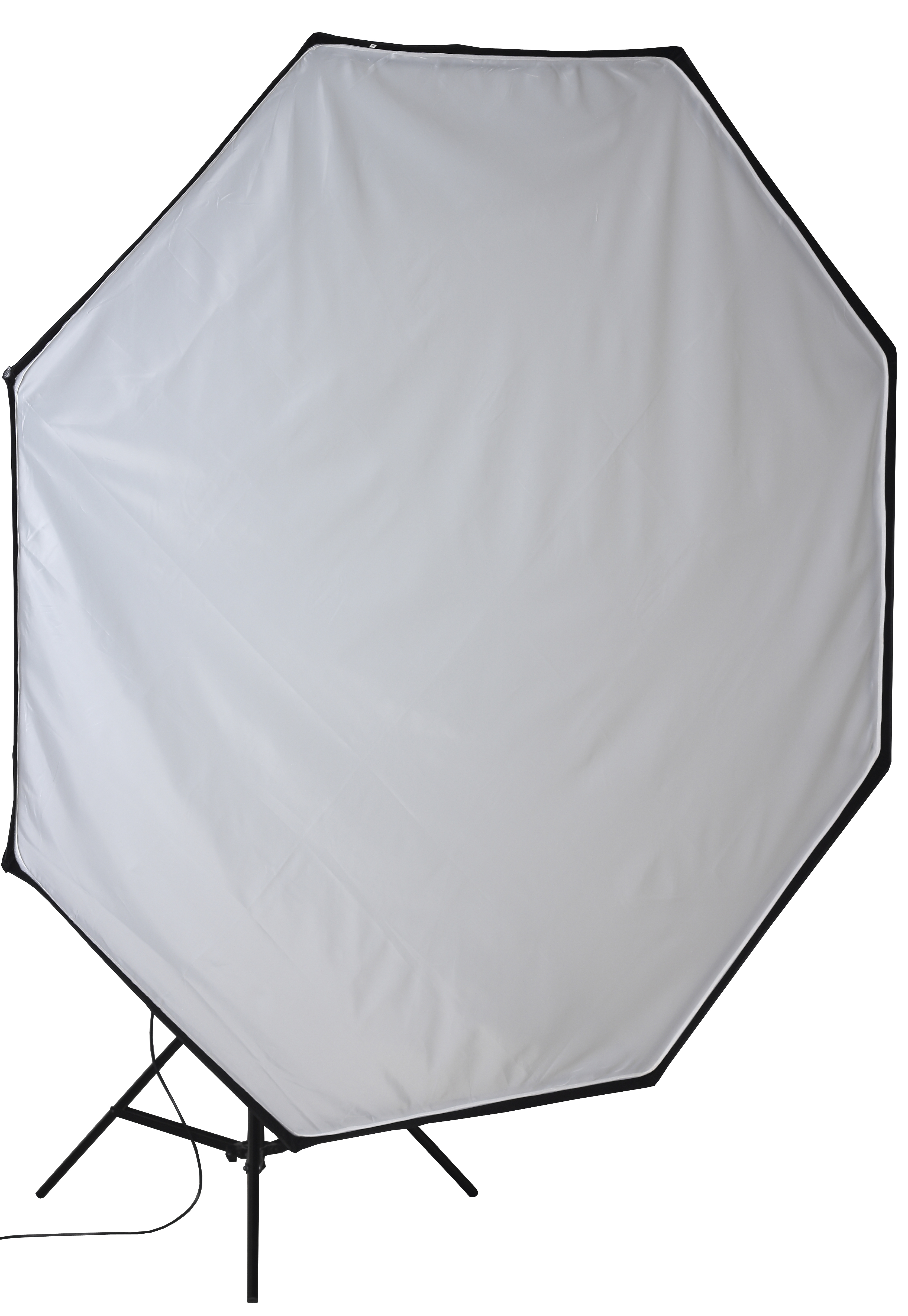
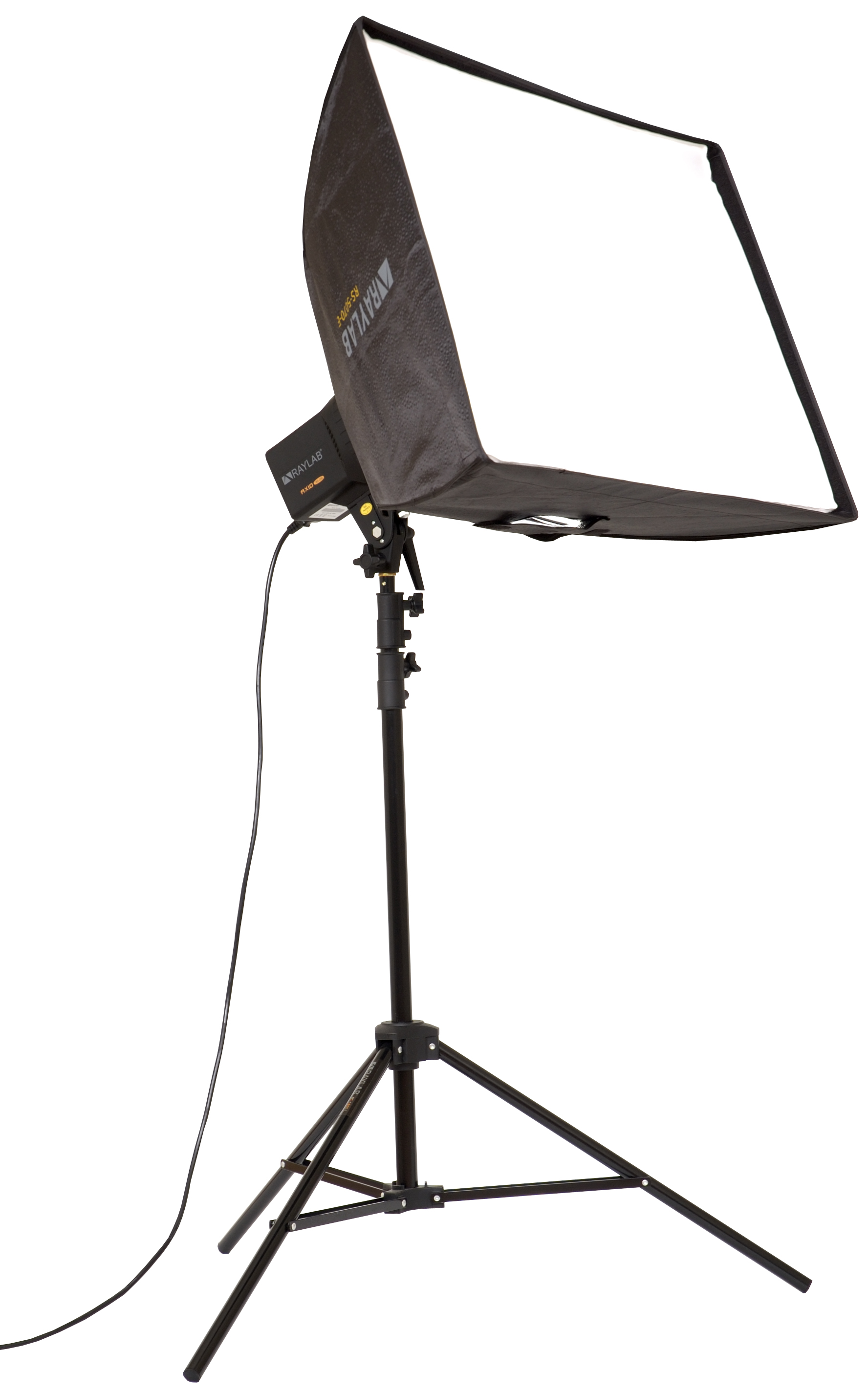
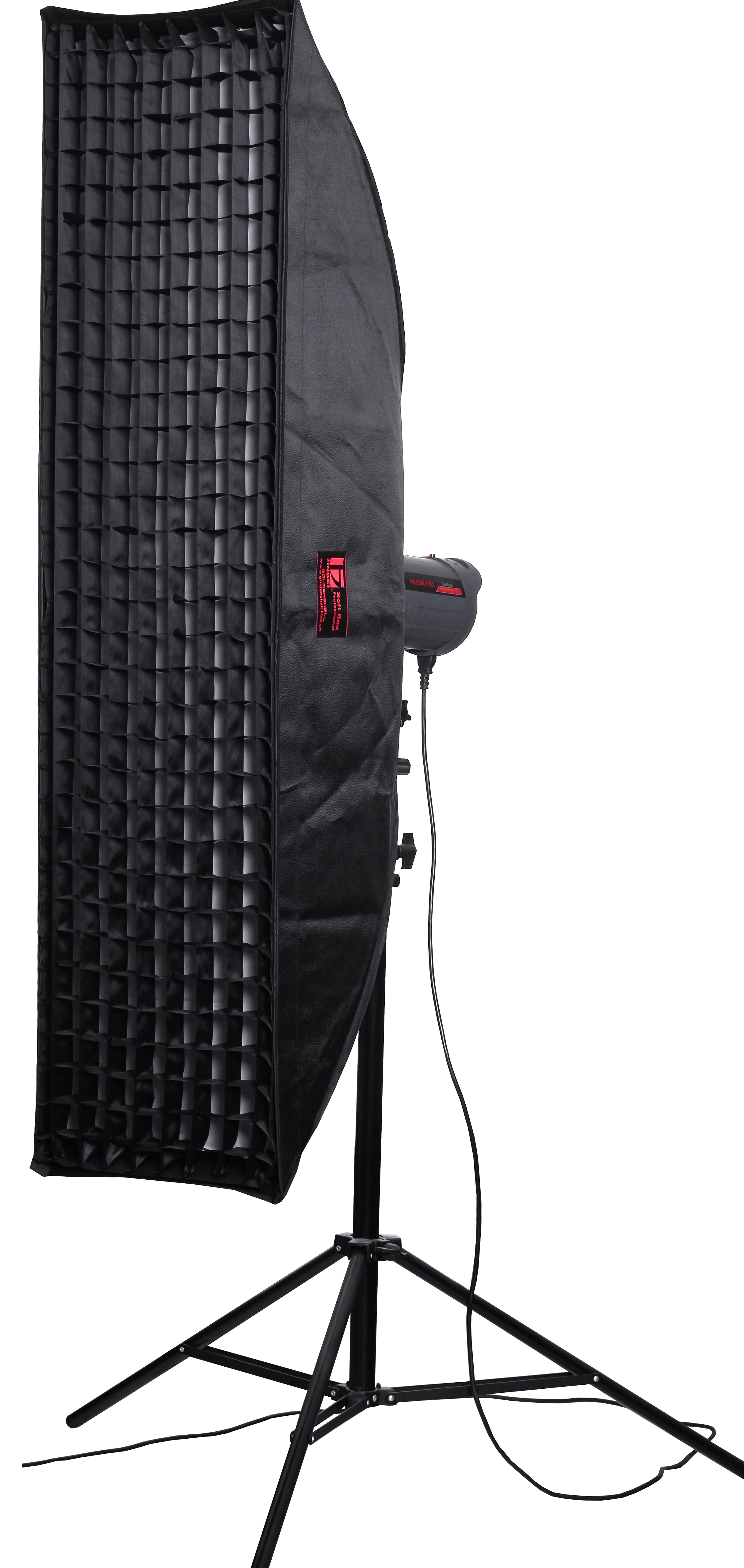
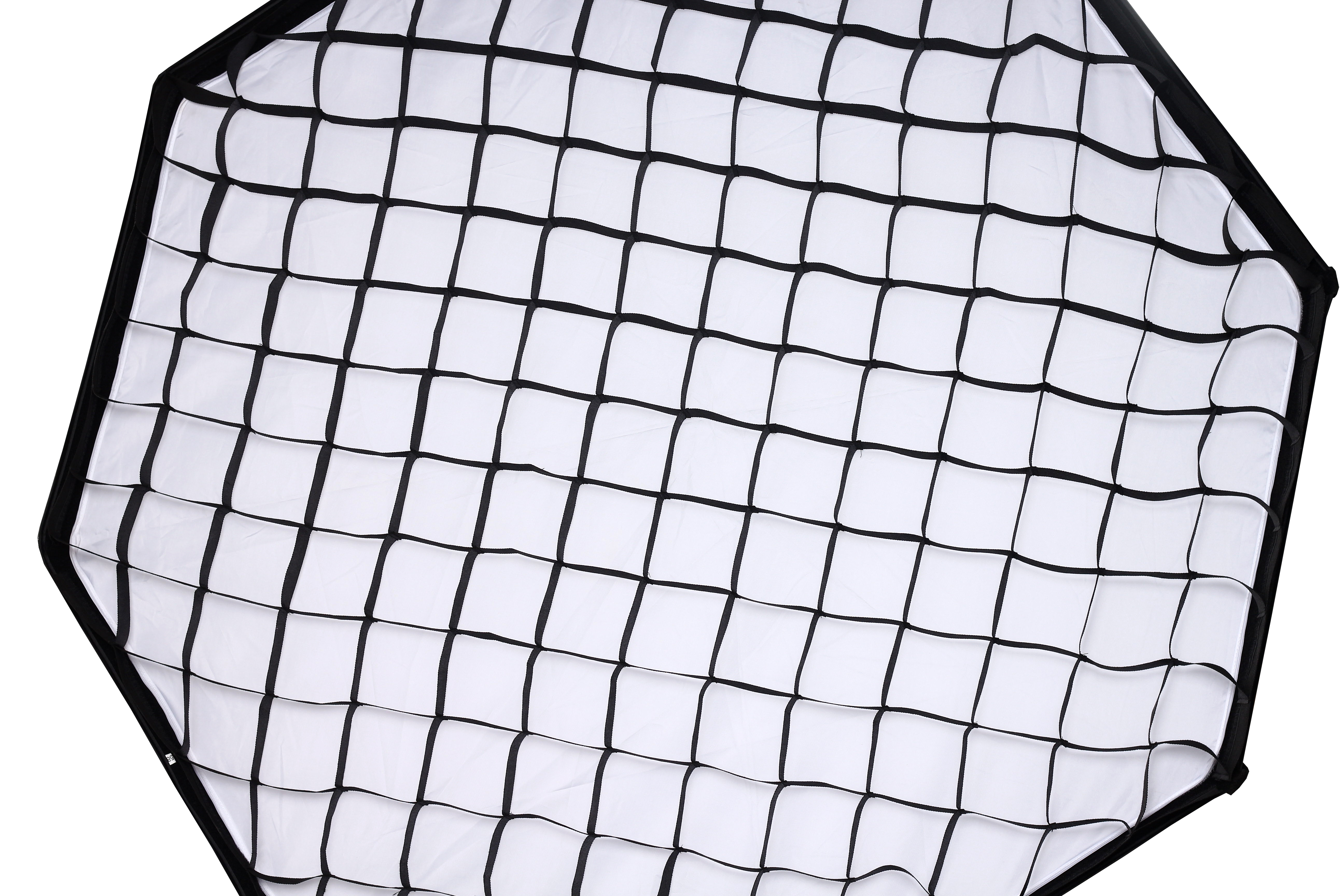